# Penzion Třemšín
Penzion Třemšín byla budova z roku 1929, která se nacházela v areálu bývalých kasáren VÚ 7505 na okraji města Rožmitál pod Třemšínem v okrese Příbram. Nechal jej postavit rožmitálský hoteliér Jan Antonín Muchka podle návrhu architekta a stavitele Jana Koláře.

## Historie

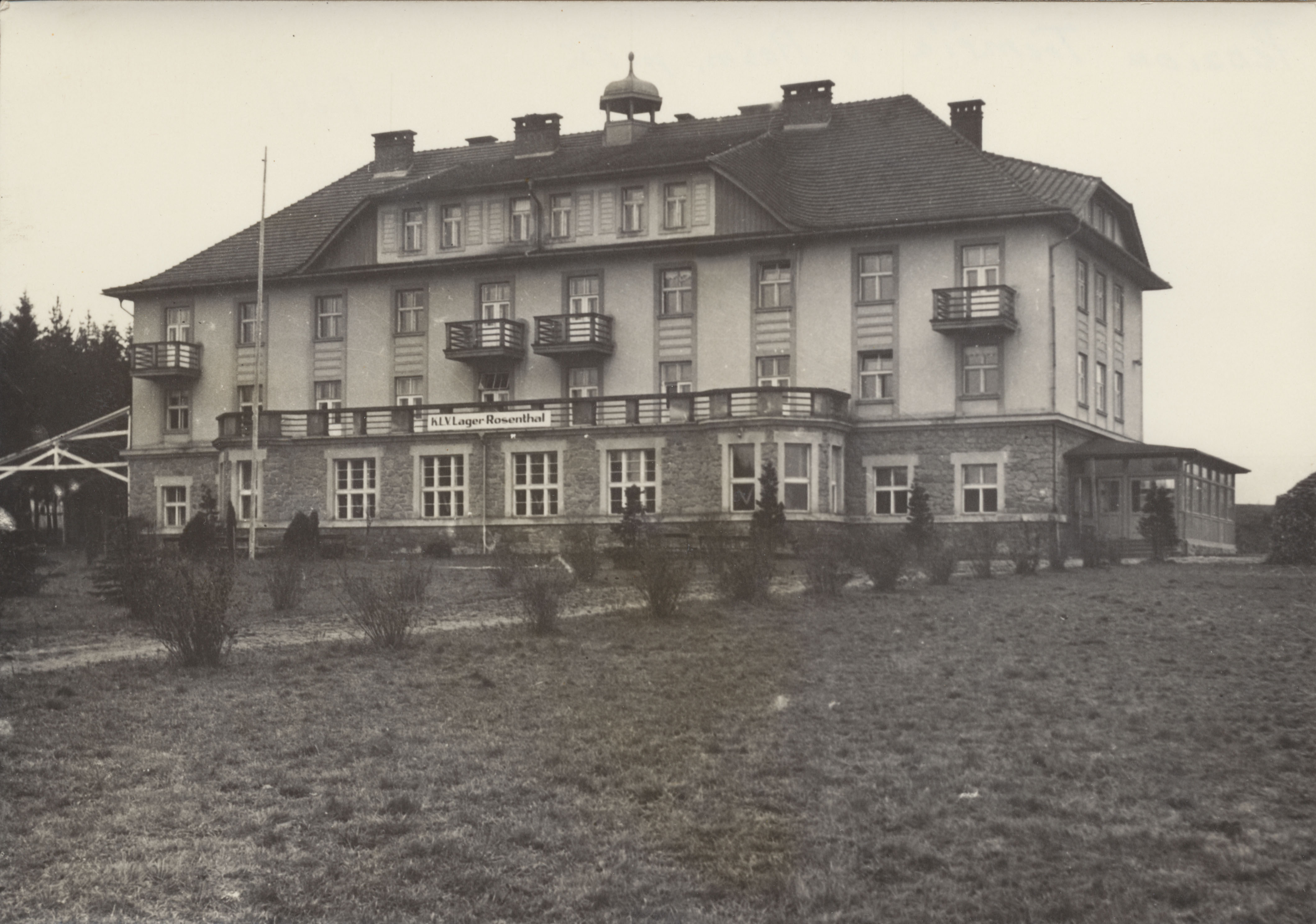
Penzion Třemšín v období 2. světové války

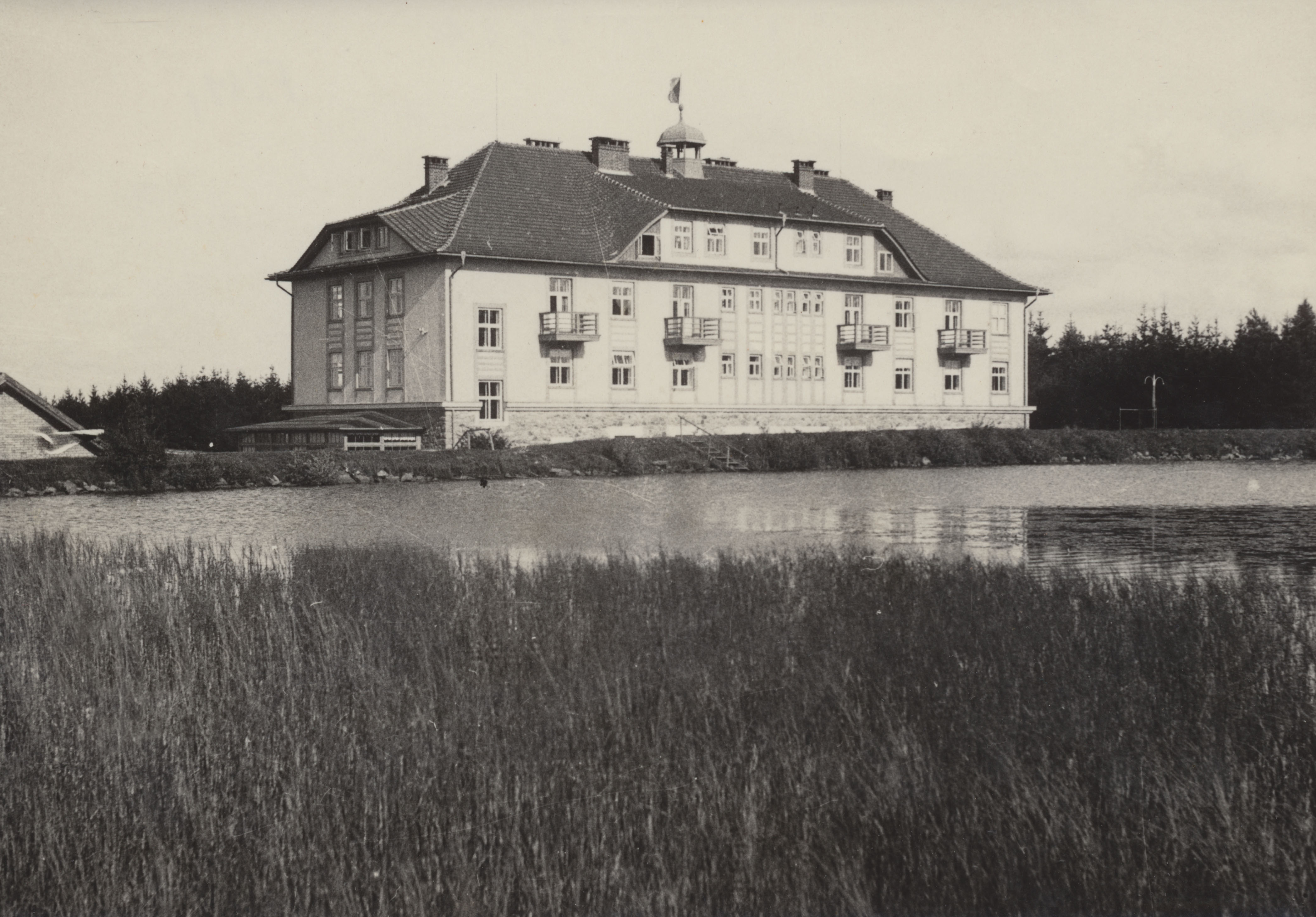
Penzion Třemšín od Kašparovského rybníka

Penzion postavený na návrší jižně od Rožmitálu pod Třemšínem u Kašparovského rybníka nechal postavit rožmitálský hoteliér a provozovatel Panského domu na náměstí, Jan Antonín Muchka (1888–1934). Architektem a stavitelem byl Jan Kolář, jehož návrh si Muchka vybral mezi několika dalšími architektonickými návrhy. Následné dostavby se účastnil sušický architekt Karel Houra a rožmitálský stavitel Jiřík. Komfortně vybavený penzion slavnostně otevřel 1. května 1929. Lákal krásnou vyhlídkou do okolí a procházkami do brdských lesů. V těsné blízkosti se nachází Kašparovský rybník, který byl již před výstavbou penzionu oblíbeným místem k vycházkám a ke koupání. Rybník si Muchka pronajímal od arcibiskupství a údajně měl velmi čistou vodu. Také zde byly za spolufinancování tehdy čerstvě zformovaného rožmitálského tenisového klubu, vybudovány tenisové kurty.
Jan Antonín Muchka nečekaně brzy zemřel v roce 1934. Provoz penzionu převzala jeho manželka Anna, rozená Pelikánová (1891–1948). Na vdovu s devatenáctiletým synem Emilem se záhy obrátili věřitelé, kvůli kterým byla nucena prodat Panský dům zpět pražskému arcibiskupství. Z výtěžku prodeje se vyrovnala s věřiteli a dál provozovala Penzion Třemšín. Když se syn Emil Muchka vrátil z vojny, převzal vedení rodinného podniku. Muchkovi věděli, že k dobrému jménu podniku patří také dobrá prezentace. Když měl do Rožmitálu přijet kardinál Karel Kašpar, smluvili si s akademickým malířem Vladislavem Hřímalým, že jim pro vzácnou návštěvu vytvoří jídelní lístky s kresbami půvabných zákoutí města a jeho okolí. Hřímalý jim vyhověl a tyto něžné kresby tužkou se dochovaly. Penzion obklopený brdskými lesy se brzy stal velmi oblíbeným a mezi hosty vyhlášeným místem. Stálí hosté mu přezdívali „Brdský ráj“. Mezi významnými hosty byli např. František X. Šalda, básník Ladislav Stehlík, akademik František Běhounek, nebo rozhlasový reportér Josef Laufer, který byl Emilu Muchkovi na svatbě za svědka.
Penzion prosperoval až do začátku druhé světové války. Poté byl zabrán Němci a sloužil jako zotavovna pro raněné vojáky. Později sloužil jako Kinderlandverschickung pro Hitlerjugend. V roce 1941 byl penzion přejmenován na „Viktoria“, za účelem podvracení snah ilegálního hnutí, které malovalo na budovy písmeno „V“ jako viktoria (vítězství), na podporu naděje vítězství války. Němci platili nájemné a vyhradili si dodávku potravin, kterou přísně kontrolovali. Platili do doby dokud Německo vyhrávalo válku, poté nedali ani korunu. Emil Muchka z německých přídělů potravin za války potají podporoval odbojovou činnost skupiny Františka Lízla a Jaroslava Pompla, kteří ukrývali uprchlé sovětské vojáky v Brdech. Kvůli této činnosti se ocitl na listině podezřelých, o čemž ho varoval ředitel arcibiskupského statku Ing. František Kříž. Zásluhou Emila Muchky se Němci ubytovaní v penzionu po válce vzdali bez jediného výstřelu. Poté s Jaroslavem Pomplem naložili auto zásobami a Němcům zabavenými zbraněmi a jeli na pomoc Praze, kde se stále bojovalo. Když Němci odešli, přišli Rusové. Jak vzpomínala manželka Emila Muchky, Božena Muchková v knize Kouzelné město Rožmitál, rozkradli vše co se dalo odnést a demolovali pokoje penzionu. Většinou vše měnili za chlast. Vybavením obdarovávali ženy, které si vodili na pokoje a rozbíjeli dveře a vitríny, které se jim nedařilo otevřít. 
| „                 | Vysoký důstojník si poručil koupel. Tenkrát bývala koupelnová kamna, z nich vyvedená sprcha. Manžel nechal koupel připravit. Důstojník si vlezl do vany, v těch kohoutkách se nevyznal, a pustil na sebe vařící vodu ze sprchy na záda. Výsledek? Vzal samopal a ta kamna ve vzteku rozbil. Když odešli Rusové, byl penzion v takovém stavu, že nebylo možné uvést ho do provozu. | “ |
| — Božena Muchková | |   |

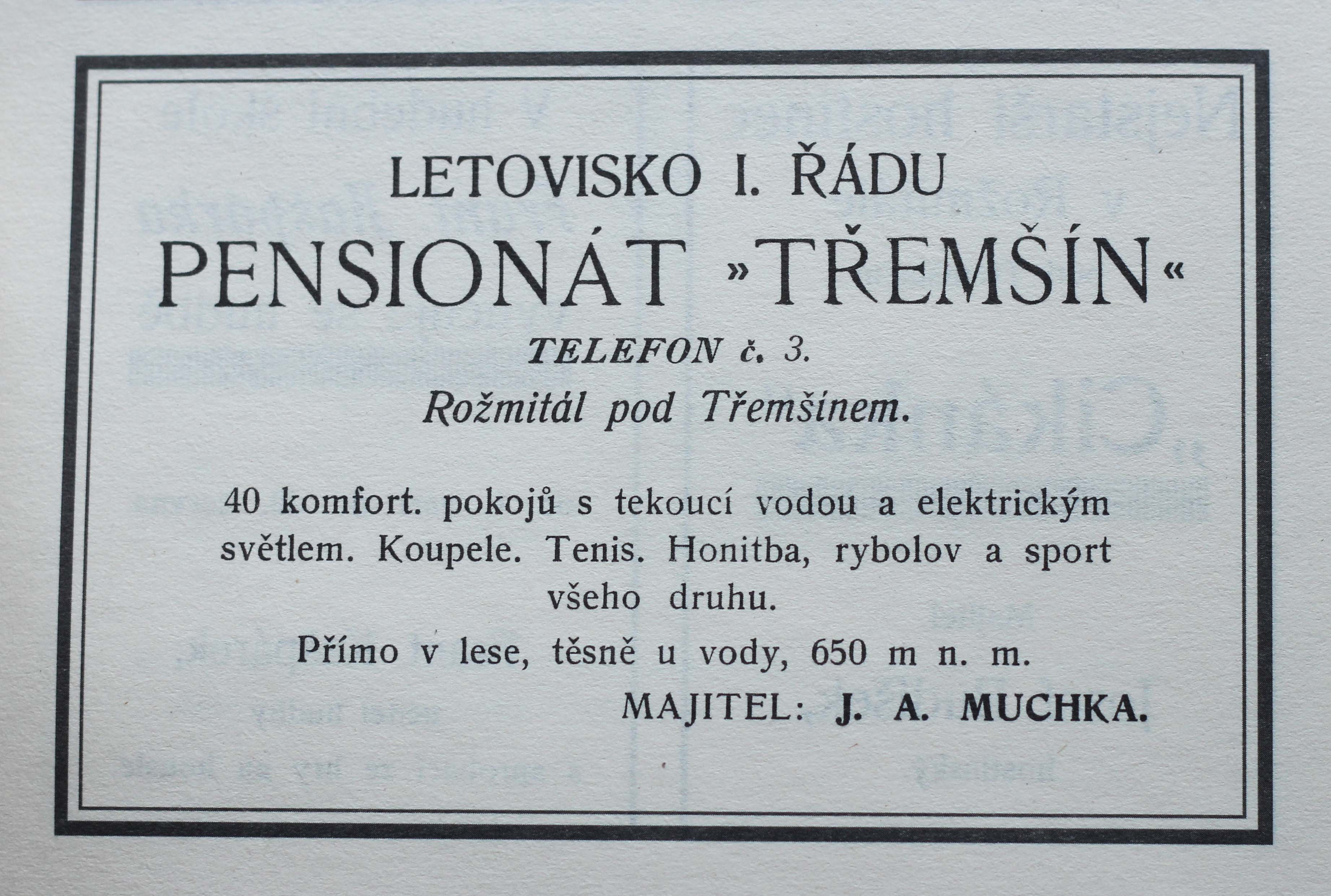
Inzerát

Po válce začalo přicházet mnoho dopisů od hostů, které zajímalo, kdy bude penzion opět otevřen. Dochovalo se jich 61, datovaných od června 1945 do 27. února 1950, mezi nimi i dopis od Josefa Laufera a Františka Běhounka. Penzion však potřeboval opravy. Starosta Karel Jareš nabádal Emila Muchku, aby penzion pronajal na pět let československé armádě, dokud se v Rožmitále nepostaví kasárna. Byla to také možnost, jak získat peníze na opravy. Vojáci pronájem platili až do roku 1955. Poté byl penzion vyvlastněn. Muchkovi dostali 100 tisíc korun, aby měli na náhradní byt. Emil Muchka byl od roku 1950 nasazen jako havíř v Mostu na dolu Ležáky. Po dvou letech mu bylo dovoleno odejít, ale směl vykonávat pouze dělnickou práci. V letech 1952–1957 pracoval jako vrtač u ZRP Ejpovice, později u Geologického průzkumu Jáchymov, poté jako vrtmistr. V roce 1962 nastoupil do jáchymovských dolů. Zemřel na infarkt 15. července 1962.

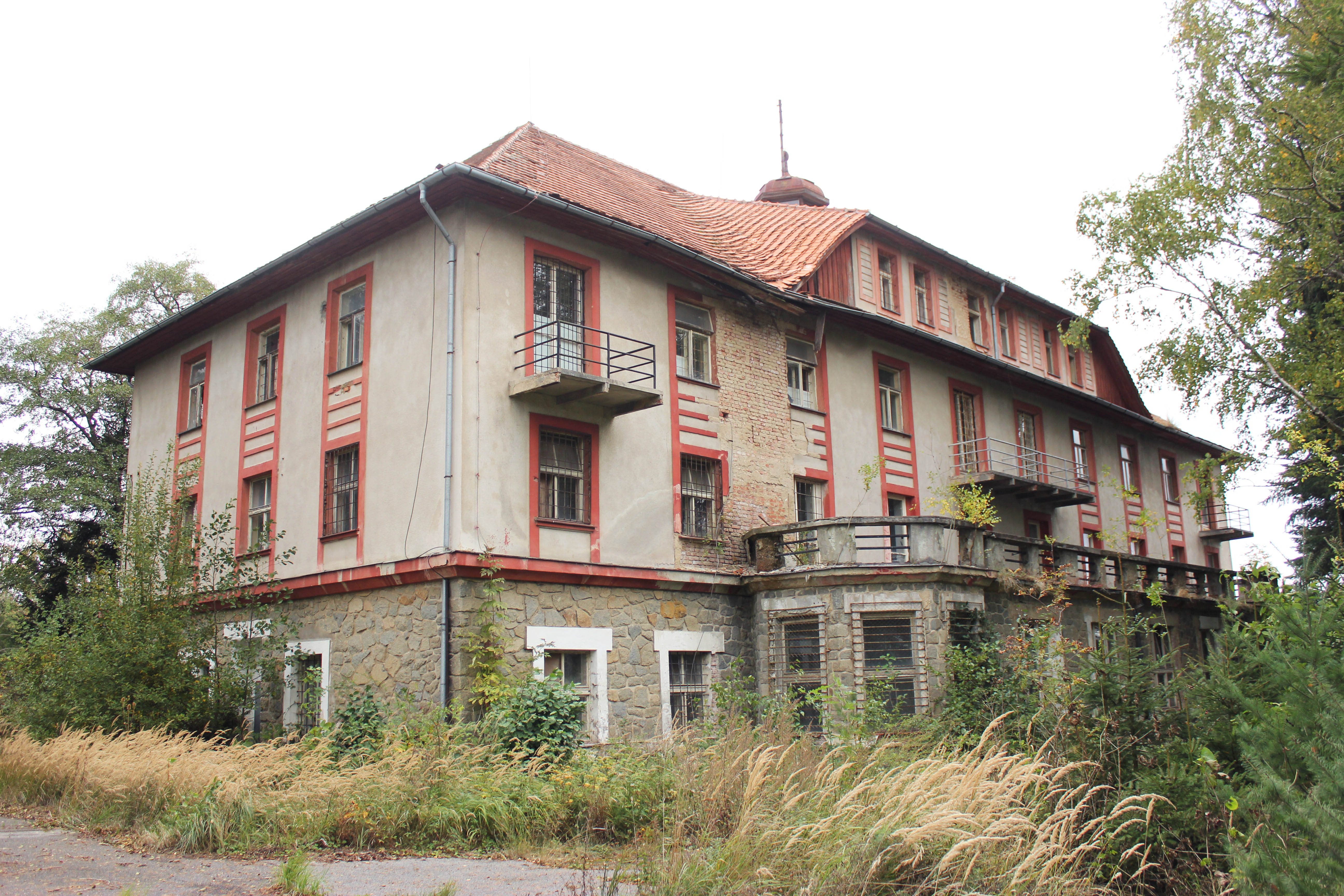
Chátrající penzion Třemšín (2020)

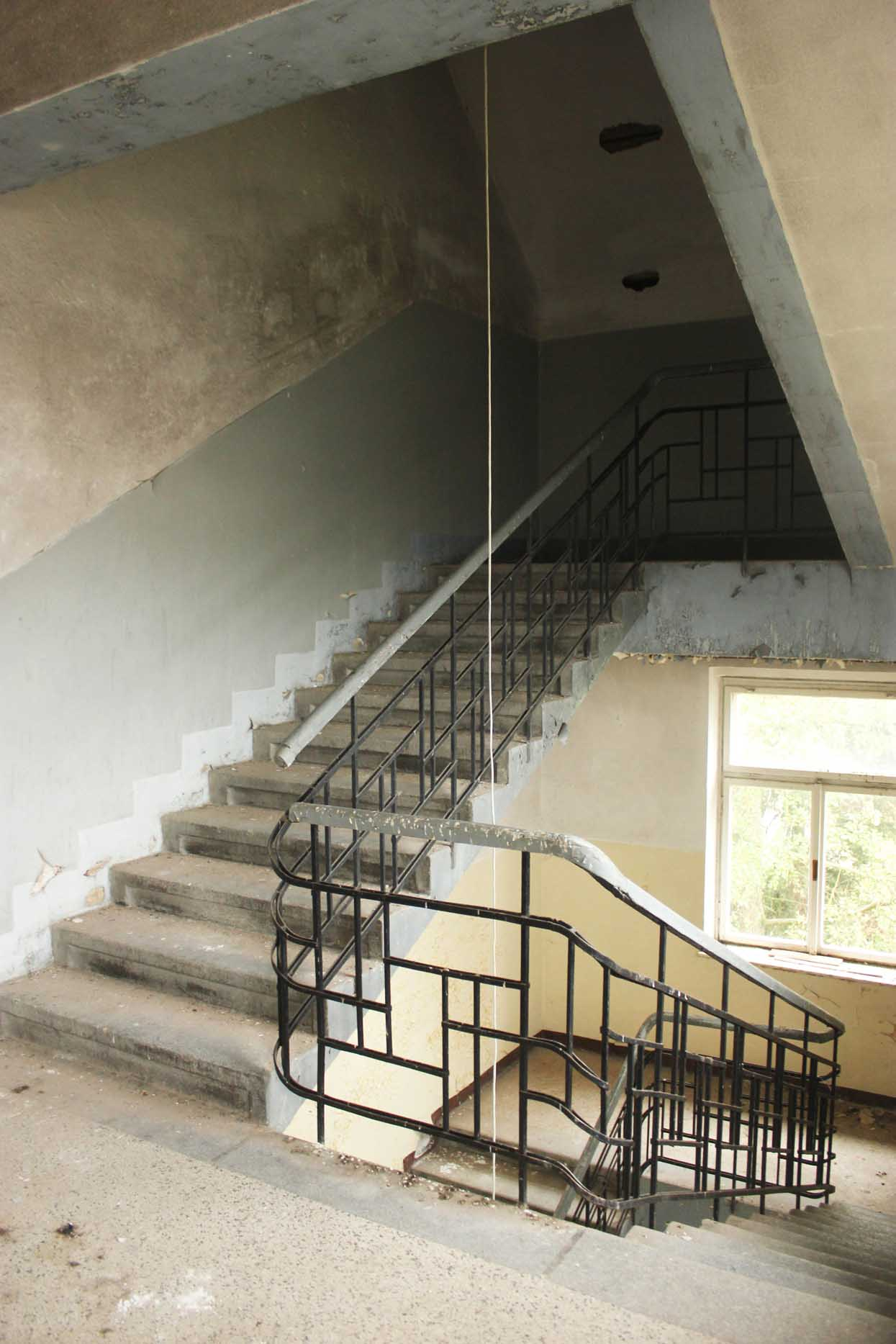
Schodiště, Penzion Třemšín (2020)

Penzion se stal součástí kasáren VÚ 7505 československé armády. Sídlilo zde velitelství a útvarová věznice. Vedle penzionu byl tzv. „buzer plac“, kde probíhaly nástupy. Po revoluci, Božena Muchová (1907 – 26. 12. 2004) za penzion po částečné restituci obdržela milion korun, který věnovala nemocnici Motol na léčbu onkologicky nemocných dětí. Po odchodu armády převedlo Ministerstvo obrany v roce 2005 celý areál do majetku města Rožmitál pod Třemšínem.

### Kauza
Město Rožmitál pod Třemšínem mělo od začátku v úmyslu areál kasáren o rozloze 72 hektarů se 105 budovami prodat. Vedení města ovšem prodej pojalo velmi pochybně, což neuniklo pozornosti pořadu Reportéři ČT, který na pochybné jednání upozornil ve dvou reportážích. Vyšlo najevo, že vedení města uzavíralo smlouvy s kontroverzními subjekty, které nedodržovaly smlouvu. Město ovšem nedodržovalo zákonem danou povinnost vymáhat po nich za nedodržení smlouvy odstupné, proto podala organizace Transparency International trestní oznámení na starostu města Josefa Vondráška. Během tří let se v areálu vystřídalo hned několik firem, které se zavázaly odkoupit areál, ale žádná z nich nezaplatila první splátku. Areál kasáren zatěžoval rozpočet města, které si v roce 2008 vzalo na jeho údržbu úvěr 2,5 milionu korun. V srpnu 2008 město areál kasáren prodalo za 72 milionů korun čtyřem nově vzniklým firmám, které ho vlastní i v současnosti. Areál je uzavřený a některé budovy a sklady jsou pronajaty externím subjektům. Jako vlastník penzionu je uvedena firma Gindely Trade. Penzion byl od odchodu armády prázdný a bez údržby.

### Zánik
Dne 18. srpna 2021 na základě návrhu na prohlášení Penzionu Třemšín kulturní památkou, postoupilo Ministerstvo kultury návrh k posouzení Národnímu památkovému ústavu. Majitel však s NPÚ nekomunikoval a následně záměrně zdržoval vpuštění památkářů do objektu. Mezitím na konci roku 2021, stavební úřad města Rožmitál pod Třemšínem schválil demolici objektu. Poté již majitel vpustil památkáře do penzionu, kteří však kvůli devastaci stavbu na navržení kulturní památkou nedoporučili. Následně dne 9. dubna 2024 proběhla demolice. 

## Popis penzionu
Penzion měl vlastní vodovod a byl plně elektrifikován. Nacházelo se zde 40 pokojů pro hosty, ve třetím patře byly pokoje pro personál a noclehárna pro turisty. V přízemí byla veliká společná jídelna se čtyřmi boxy potaženými plyšem a dřevěným obložením. V čele byl veliký bufet s vystavenými podnosy se zákusky a dorty. Provoz se neobešel bez kuchyně, velké spižírny, sklepa a výčepu po levé straně penzionu, směrem k rybníku. K jídlu hosty svolávala zvonička na střeše. Za jídelnou byl lovecký salónek se dvěma dřevěnými stoly, hracími stolky pro karetní hry a byl zde i kabinet pro hosty, kteří chtěli mít klid v separé. U rybníka, který byl osazen okrasnými lekníny, byly v letním provozu k dispozici sprchy a loďky pro vyjížďky. Číšníci nosili hostům kávu až na hráz. V každém patře penzionu byly k dispozici také vanové lázně. O provoz se staraly dvě pokojské, kuchař a cukrář, pomocné síly do kuchyně, vrchní číšník, pikolíci a také domovník, který měl za úkol i jezdit vyzvedávat hosty na rožmitálské vlakové nádraží. Penzion měl letní provoz a na zimu byl uzavřen, ale pokud měli hosté zájem o ubytování v době vánočních svátků nebo o Velikonocích, bylo jim vyhověno. Rožmitálští sem chodili hrát tenis na místní tenisové kurty nebo za hudební zábavou.